# Hathor
Dans la mythologie égyptienne, Hathor (du grec ancien Άθώρ / Háthôr signifiant « Maison d'Horus ».) est la déesse de l'Amour, de la Beauté, de la Musique, de la Maternité et de la Joie.
C'est à l'origine une déesse céleste confondue avec Nout. Rê remplace Shou en tant que père de Geb et Nout. Ainsi, Nout assume en partie la fonction de Hathor comme maîtresse du sycomore, l'arbre qui assure aux défunts boisson et nourriture, et Hathor est représentée partiellement comme une déesse céleste. Son attribut est le ménat (collier à contrepoids). Considérée comme l'œil de Rê, c'est elle qui, dans la version de l'Ogdoade d'Hermopolis, châtie les humains.
Mais elle est plus connue en tant que déesse des Festivités et de l'Amour. Dans ce rôle, elle est vénérée à Dendérah et associée au dieu Horus, dans la ville d'Edfou. Elle est représentée sous les traits d'une vache, ou d'une femme portant le disque solaire entre ses cornes.
Hathor a pour parèdre Horus (son nom signifie « Demeure du dieu Horus », ce qui fait d'elle l'épouse du dieu-faucon), et pour fils Harsomtous (surnommé Horus le jeune) et Ihi.
Elle est une des déesses les plus populaires et importantes durant tout le long de l'histoire de l'Égypte antique, et est vénérée aussi bien par la famille royale (elle est la nourrice du pharaon) que par les gens du commun, dans les tombes desquels elle est décrite comme « maîtresse de l'Ouest », accueillant le mort dans sa nouvelle vie. Elle aide aussi les femmes à donner naissance, et est la déesse patronne des mineurs.
(Elle est également vénérée hors d'Égypte : elle porte les titres de « dame de Nubie », « reine de Libye », « épouse de Syrie » et « grande de Palestine »)[réf. nécessaire]. Elle est intégrée très tôt au panthéon phénicien en grande « dame de Byblos », mais aussi reine du pays de Pount.

## Présentation

### Premières apparitions
Les premières représentations explicites d'Hathor datent de la IVe dynastie ; elle y est représentée sous la forme d'une vache ou sous forme d'une femme à cornes.
Une divinité vache apparait auparavant sur la ceinture du roi de la palette de Narmer, qui date de l'ère pré-dynastique. Ce pourrait être Hathor ou la déesse Bat à laquelle elle est parfois identifiée. Certains éléments, en particulier un passage des Textes des pyramides font toutefois pencher pour Hathor.
Par ailleurs, une urne de pierre trouvée à Hiérakonpolis et datant de la Ire dynastie a sur le rebord une représentation du visage d'une divinité à tête de vache, avec des étoiles sur ses oreilles et des cornes. Cette description peut faire penser à Hathor, ou à Bat, en tant que déesse du ciel. Un autre artefact de la Ire dynastie montre une vache couchée sur un ivoire gravé avec l'inscription « Hathor dans les marais » indiquant son association avec la végétation, et les marais de papyrus en particulier.

### Généalogie et famille
La relation entre Hathor et Rê est complexe. Hathor, œil de Rê, est considérée comme sa fille, mais elle devient aussi parfois sa femme ou sa mère. Elle a hérité ce rôle maternel d'une autre déesse vache Mht wrt (« Grande crue ») qui portait Rê entre ses cornes dans un mythe de la création. En tant que mère, elle donne naissance à Rê tous les matins sur la rive orientale et en tant que femme elle conçoit d'une union avec lui chaque jour.
Hathor est également épouse d'Horus, avec lequel elle a un fils Ihi.
Comme Isis, Hathor est parfois décrite comme la mère d'Horus, c'est pourquoi les pharaons sont parfois décrits comme « Fils d'Hathor ». Les deux déesses, initialement en concurrence, sont confondues dans des périodes plus tardives, et on voit apparaître des représentations d'Isis avec la coiffe d'Hathor[réf. nécessaire].
Elle est aussi associée à Bastet, Sekhmet et Tefnout.

### Représentations et associations
Durant le troisième millénaire avant notre ère, Hathor, tout comme la déesse Nout, est associée à la Voie lactée.
Les quatre pattes de la vache céleste représentant Nout ou Hathor peuvent être vues comme les piliers sur lesquels le ciel est porté, les étoiles sur son ventre représentant la Voie lactée sur laquelle vogue la barque solaire de Rê, représentant le soleil. En Égypte antique, la Voie lactée est vue comme une chute d'eau dans les cieux, comme Le Nil dans le ciel. À cause de cela, Hathor est considérée comme étant à l'origine de la crue annuelle du Nil. Cela explique aussi pourquoi elle est vue comme un annonciatrice d'une naissance imminente, en analogie avec la membrane amniotique qui se fend et libère ses eaux[réf. nécessaire].
Hathor est aussi associée au royaume des morts. Le culte d'Osiris promet la vie éternelle aux justes. Aux origines du culte, tout mort digne de cette vie éternelle, homme ou femme, devient un Osiris. Mais au début des temps romains, les femmes s'identifient à Hathor, les hommes restant identifiés à Osiris. Hathor est alors appelée « Déesse de la nécropole thébaine », ou « Déesse du sycomore » (arbre représentant le monde des défunts).
Hathor reste essentiellement une déesse de la joie, et en tant que telle elle est très aimée par la population en général. Elle est vénérée par les femmes, qui aspirent à incarner son rôle multiple d'épouse, mère et amante. En tant que telle, elle a gagné le titre de « dame de la maison de Jubilation », et « celle qui emplit le sanctuaire de Joie ». Le culte d'Hathor est si populaire qu'un grand nombre de fêtes lui sont dédiées, et que de nombreux enfants portent son nom (plus que pour n'importe quel autre dieu). Même la prêtrise d'Hathor est inhabituelle, car hommes et femmes peuvent tous y accéder.[réf. nécessaire]
Hathor est généralement représentée comme une déesse vache, avec des cornes entre lesquelles apparaissent le disque solaire et l'uræus. Parfois, des plumes doubles apparaissent aussi pour les périodes tardives, ainsi qu'un collier ménat, collier musical turquoise souvent porté par les femmes.
Les Grecs anciens identifient Hathor à la déesse Aphrodite, et les Romains à Vénus.

### Guerrière sanguinaire
Le Moyen Empire commence quand le pharaon de Haute-Égypte Montouhotep II prend par la force le contrôle de la Basse-Égypte, qui était devenue indépendante pendant la Première Période intermédiaire. Cette unification entraîne une guerre brutale d'au moins vingt-huit ans qui fait beaucoup de victimes. À la fin de la guerre, le calme revient, et le règne du pharaon suivant, Montouhotep III, est pacifique ; l'Égypte redevient prospère[réf. nécessaire].
Un conte de Basse-Égypte (Livre de la vache céleste) raconte cette expérience guerrière. Dans le conte, après la guerre, Rê (représentant le pharaon de Haute-Égypte) n'est plus respecté par le peuple (de Basse-Égypte), et les Égyptiens arrêtent de lui obéir. Rê annonce alors à Hathor que certaines personnes sur terre projettent de l'assassiner. Celle-ci est tellement furieuse que les hommes qu'elle a créés aient assez d'audace pour menacer Rê, qu'elle devient Sekhmet (déesse guerrière de Haute-Égypte) pour les détruire. Elle est alors assoiffée de sang, et commence à tuer les humains. Comme le massacre continue, Rê, voyant le chaos sur terre, décide d'arrêter la lionne sanguinaire. Il verse alors de grandes quantités de bière couleur sang sur le sol pour la piéger. Elle en boit tant — pensant que c'est du sang — qu'elle est prise d'ivresse, puis elle revient à son identité d'Hathor pacifique.[réf. nécessaire]

## Culte d'Hathor

### Fêtes en l'honneur d'Hathor
De nombreuses fêtes sont données en l'honneur de Hathor tout au long de l'année. Un mois (Athyr, en septembre-octobre) est même à son nom, de nombreuses fêtes de la fécondité y ont lieu. Elle est notamment aussi célébrée à Dendérah au nouvel an. Entre novembre et janvier, au moment des inondations, une fête célèbre le retour de Nubie de la déesse, avec qui revient la crue[réf. nécessaire].
Sa fête la plus importante se déroule au mois de mai-juin, à la fin de l'année égyptienne. Elle fête la réunion d'Hathor et de son époux Horus (Horbehedety). La statue de Hathor est à cette occasion sortie du temple de Dendérah et emmenée à Edfou par bateau. Elle y retrouve son époux à la huitième heure de la nouvelle lune du onzième mois de l'année, et leur mariage mystique est de nouveau célébré. La fête dure alors quatorze jours[réf. nécessaire].

### Lieux de culte
Comme le culte d'Hathor remonte aux temps préhistoriques et est mêlé à celui d'autres dieux-vaches, il n'est pas possible de déterminer l'origine géographique de son culte.
Le temple de Dendérah, dont la construction s'étale entre Pépi Ier et les Ptolémées, est remarquable car il lui est entièrement consacré. Le culte y était célébré par des prêtresses et prêtres, qui aussi dansaient et chantaient, accompagnés par d'autres artistes.[réf. nécessaire]
Principaux temples et chapelles égyptiens dévoués à Hathor
| Temple ou sanctuaire dédié à        | Lieu                      |
| ----------------------------------- | ------------------------- |
| Hathor, dame d'Imaou                | Kôm el-Hisn               |
| Hathor                              | Kôm Abou Billou           |
| Hathor, dame du Sycomore méridional | Héliopolis                |
| Hathor                              | Memphis                   |
| Hathor                              | Dendérah                  |
| Hathor                              | Deir el-Médineh           |
| Hathor                              | Deir el-Bahari            |
| Hathor                              | Philæ                     |
| Hathor                              | Gebelein                  |
| Hathor                              | Kertassi (Nubie)          |
| Hathor                              | Abou Simbel (Nubie)       |
| Hathor, dame de la Turquoise        | Sarabit al-Khadim (Sinaï) |
| Hathor                              | Timna (Israël)            |

### Hathor hors de la vallée du Nil
Hathor est révérée à Canaan au XIe siècle avant notre ère. À cette époque, la province est gérée par l’Égypte. Hathor est particulièrement révérée dans la ville sainte de Hazor, que l'Ancien Testament dit avoir été détruite par Josué (Js 11,13-21).
Un des principaux temples à Hathor a été construit par Séthi II dans les mines de cuivre de Timna, dans la région d'Édom. L'ancienne localité de Sarabit al-Khadim (Arabe : سرابت الخادم) est située dans le sud-est de la péninsule du Sinaï, où l'on extrayait de la turquoise en grande quantité dans l'Antiquité. Les fouilles archéologiques, initialement menées par Sir Flinders Petrie, révèlent les anciens camps de mineurs, et un temple à Hathor[réf. nécessaire].
Les Grecs, maîtres de l’Égypte pendant 300 ans avant la domination romaine de -31, vénérèrent aussi Hathor, qu'ils identifièrent à  Aphrodite.

## Hommage
Hathor est l'une des 1 038 femmes dont le nom figure sur le socle de l'œuvre contemporaine The Dinner Party de Judy Chicago. Elle y est associée à la déesse Ishtar, troisième convive de l'aile I de la table.
L'astéroïde (2340) Hathor a été ainsi nommé en son honneur.

## Couronnes hathoriques
- Couronne d'Isis et d'Hathor : elle est constituée de deux cornes en forme de lyre qui enserrent le disque solaire, et surmontées de deux plumes d'autruche[17].
- « Cette couronne se compose du disque solaire encadré de cornes de vaches et, éventuellement, surmonté de deux hautes plumes droites de faucon à nervure médiane ou d'une double plume d'autruche à sommet recourbé[18]. »

## Galerie photos

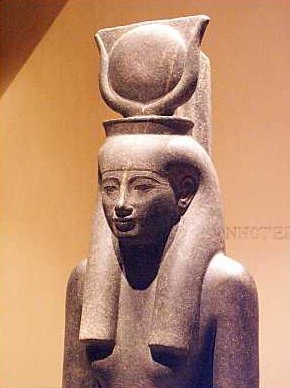
Buste d'Hathor, Musée de Louxor.
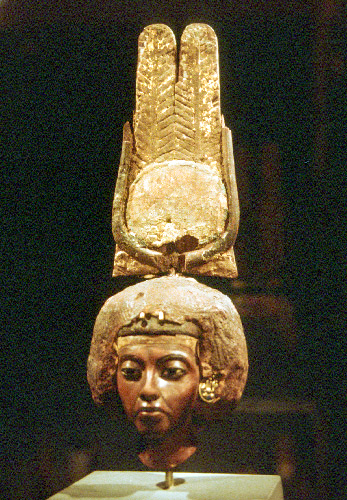
La reine Tiyi coiffée de la couronne athorique à plumes d'autruche. Neues Museum.
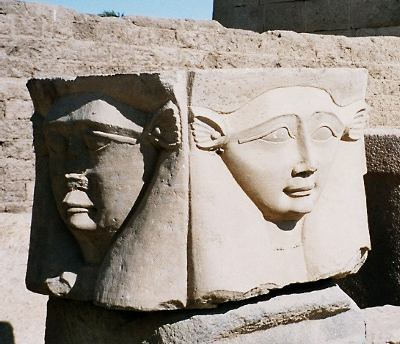
Temple de Dendérah.
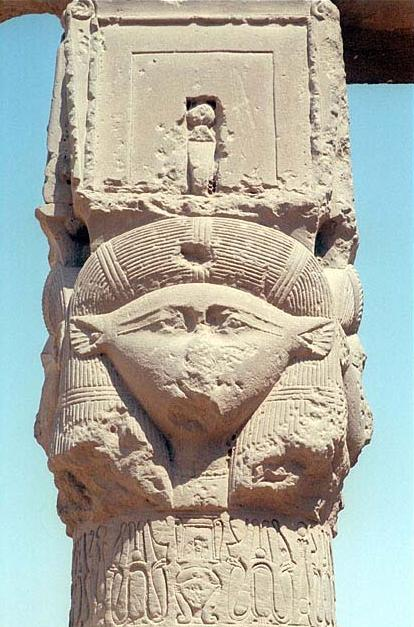
Chapiteau hathorique. Temple d'Hathor (Dendérah).
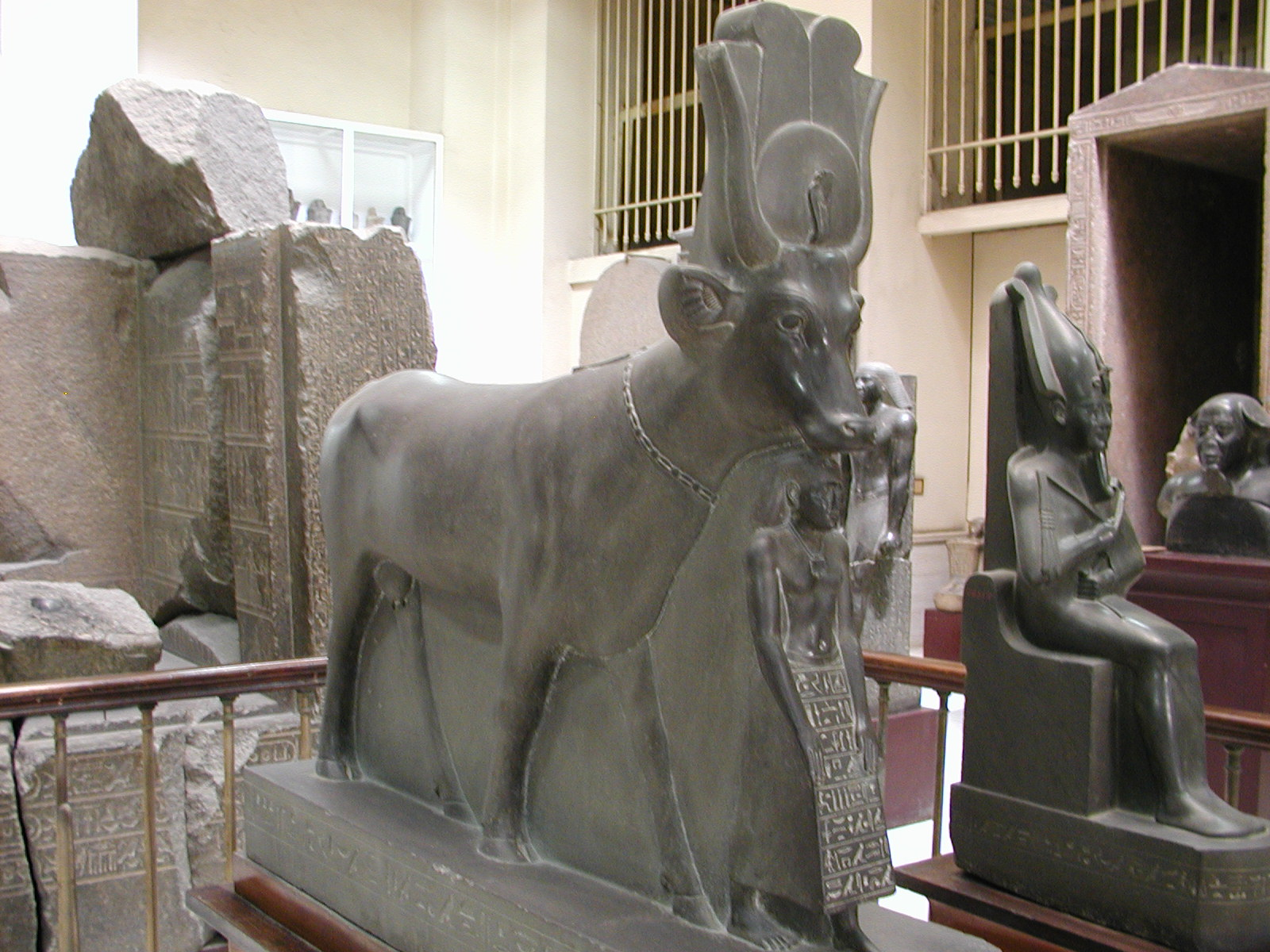
Hathor au Musée égyptien du Caire.
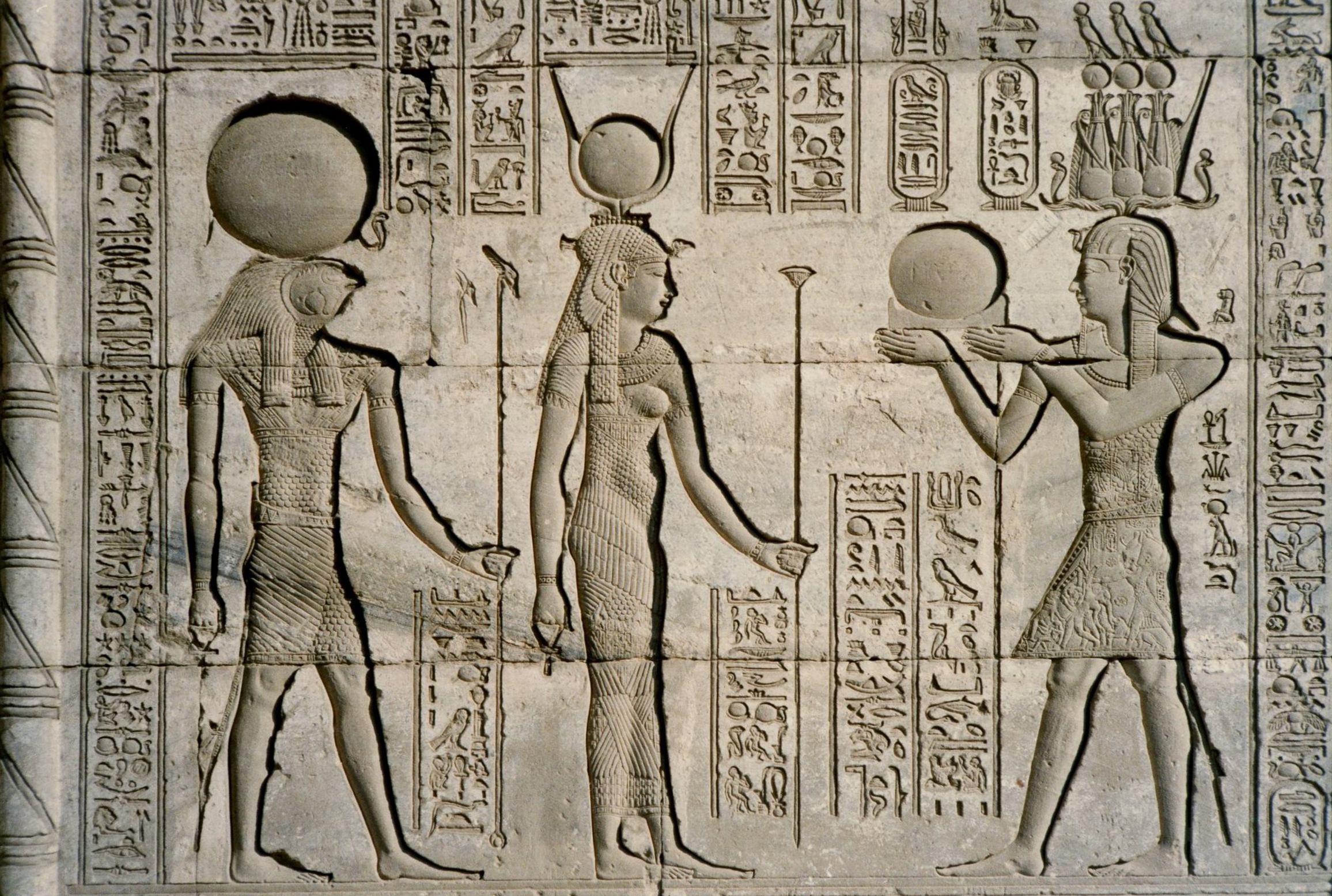
Hathor (au centre) sur un bas-relief du temple de Dendérah.
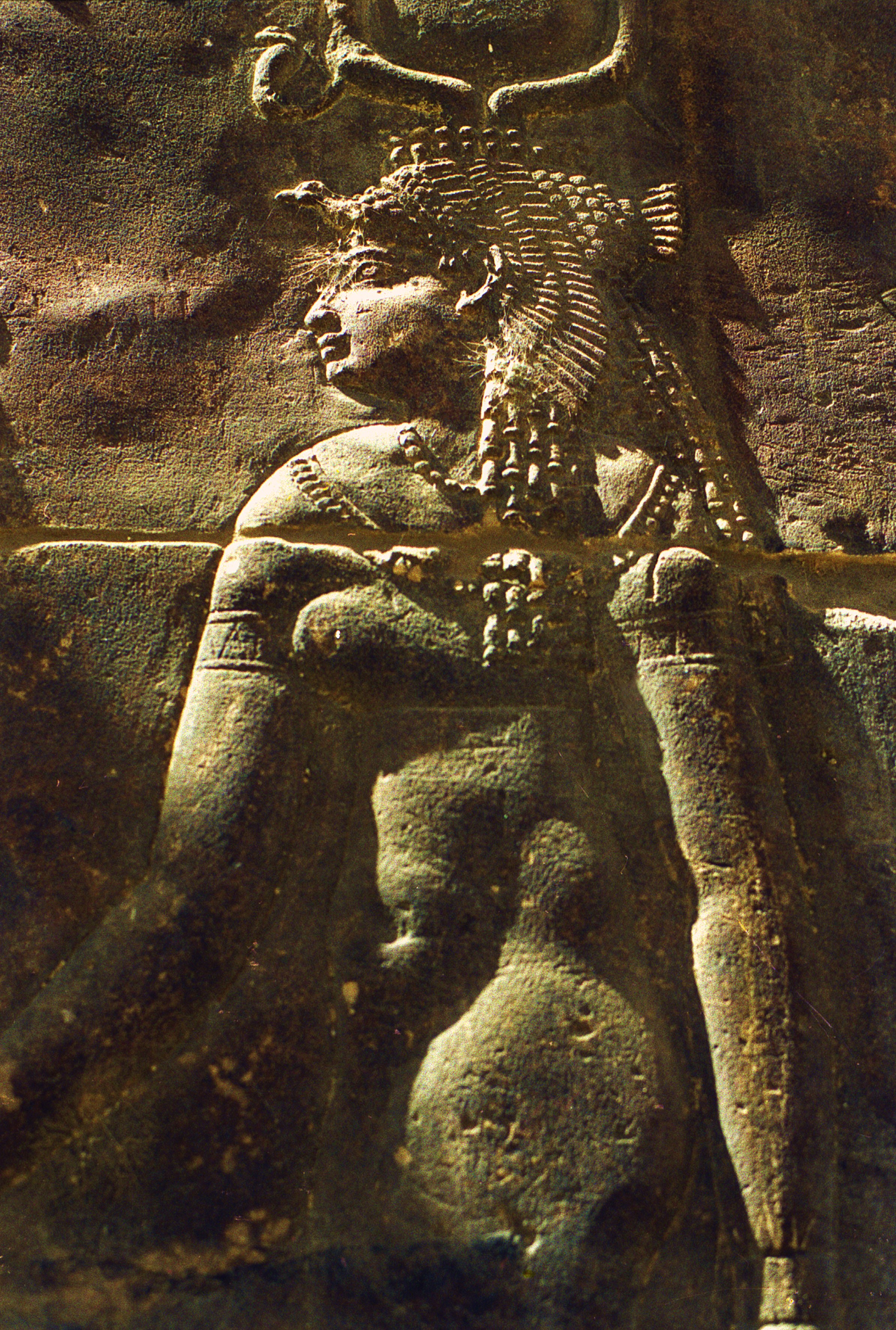
La déesse Isis représentée avec les attributs de Hathor. Bas-relief du temple d'Isis à Philæ, époque ptolémaïque.